# Roland Piguet
Pour les articles homonymes, voir Piguet.
Roland Piguet, né en 1921 à L'Orient et mort en 1984, est un écrivain suisse, auteur de nombreux romans policiers et d'espionnage.

## Biographie
Roland Piguet naît en 1921 à L'Orient, dans la Vallée de Joux (canton de Vaud). Il est le frère aîné de l'écrivain Jean-Claude Piguet.
Après un apprentissage de mécanicien, il est d'abord comédien, metteur en scène et professeur d'art dramatique pendant une douzaine d'années. À partir de 1955, il se lance dans la carrière de romancier populaire pour le compte des éditeurs Ditis, Presses de la Cité et Presses noires. Il aurait aussi servi de nègre littéraire à Josette Bruce,.
Une grande partie de ses œuvres appartiennent au genre d'espionnage : il a notamment créé le personnage de Serge Durane, surnommé l'Épervier, l'agent no 1 des services secrets français. Ce pilote et parachutiste, qui est également un grand expert au tir, au judo et à l'arme blanche, connaît près d'une trentaine d'aventures à partir de 1959.
Des romans policiers de Roland Piguet sont également parus chez Ferenczi & fils et chez Eurédif.
En 1985, une plaque commémorative est apposée sur la maison où lui et son frère son nés.

## Œuvre

### Romans

#### SérieL'Épervier
- L'Épervier prend son vol, Ditis, coll. La Chouette no 138 (1959) ; réédition, Presses noires, coll. Espionnage no 91 (1967)
- Trois coups pour l'Épervier, Ditis, coll. La Chouette no 149 (1959)
- Chasse à l'Épervier, Presses de la Cité, coll. Espionnage no 34 (1960) ; réédition, Presses noires, coll. Espionnage no 106 (1967)
- Une proie pour l'Épervier, Presses de la Cité, coll. Espionnage no 48 (1960) ; réédition, Presses noires, coll. Espionnage no 132 (1968)
- L'épervier pris au piège, Presses de la Cité, coll. Espionnage no 59 (1960)
- L'Épervier et le Renard, Presses de la Cité, coll. Espionnage no 71 (1961) ; réédition, Eurédif, coll. Espionnage no 177 (1970)
- OTAN pour l'Épervier, Presses de la Cité, coll. Espionnage no 141 (1962) ; réédition, Presses noires, coll. Espionnage no 114 (1967) ; réédition, Eurédif, coll. Espionnage no 203 (1972)
- L'Épervier tombe de haut, Presses de la Cité, coll. Espionnage no 147 (1962)
- Opération Épervier, Presses de la Cité, coll. Espionnage no 159 (1962) ; réédition, Presses noires, coll. Espionnage no 126 (1968)
- Les Serres de l'Épervier, Presses noires, coll. Espionnage no 23 (1965), en collaboration avec Pierre Genève
- Trafic noir pour l'Épervier, Presses internationales, Inter-Espions Choc no 19, 1963 ; réédition, Presses noires, coll. Espionnage no 25 (1965)
- L'Épervier dans la tenaille, Presses Noires, coll. Espionnage no 29 (1965)
- L'Épervier sur la drogue, Presses Noires, coll. Espionnage no 34 (1965) ; réédition, Eurédif, coll. Espionnage no 181 (1970)
- L'Épervier attaque, Presses Noires, coll. Espionnage no 42 (1965)
- On lâche l'Épervier, Presses Noires, coll. Espionnage no 46 (1965)
- L'Épervier dans les neiges, Presses Noires, coll. Espionnage no 58 (1966)
- Des œufs d'Épervier, Presses Noires, coll. Espionnage no 64 (1966)
- L'Épervier et les Vautours, Presses Noires, coll. Espionnage no 70 (1966)
- L'Épervier blessé, Presses Noires, coll. Espionnage no 80 (1966) ; réédition, Eurédif, coll. Espionnage no 183 (1970)
- L'Épervier est au parfum, Presses Noires, coll. Espionnage no 89 (1966)
- L'Épervier voit rouge, Presses Noires, coll. Espionnage no 123 (1967)
- L'Épervier trouve ça chouette, Presses de la Cité, coll. Espionnage no 110 (1967) ; réédition, Presses noires, coll. Espionnage no 100 (1967)
- L'Épervier joue à pigeon vole, Presses de la Cité, coll. Espionnage no 122 (1967)
- Coup dur pour l'Épervier, Presses Noires, coll. Espionnage no 145 (1968)
- Banco pour l'Épervier, Presses Noires, coll. Espionnage no 157 (1968)
- Le Retour de l'Épervier, Eurédif, Espionnage no 179 (1970)

#### Autres romans
- Moisson de plaisirs, Éditions de l'Arabesque, coll. Parme no 16 (1957)
- Drôle de musique, Ferenczi & fils, coll. Feux Rouges no 26 (1959)
- L'Ami fric, Ferenczi & fils, coll. Feux Rouges no 51 (1960)
- Hold-up, Eurédif, coll. Atmosphère no 10 (1969)
- Chantage meurtrier, Eurédif, coll. Atmosphère no 63 (173)

#### Romans signés Audy Knight
- Règlement de compte, Éditions Champ de Mars, coll. Moulin noir no 14 (1961)
- Symphonie en 6,35, Éditions Champ de Mars, coll. Moulin noir no 23 (1961)

#### Roman signé Diego Michigan
- Hécatombe à Tocoyo, Éditions de l'Arabesque, coll. Espionnage no 28 (1956)
- Coup de gomme, Éditions de l'Arabesque, coll. Espionnage no 68 (1958)

#### Roman signé Chester Moriss
- Rendez-vous avec la mort, Éditions Champ de Mars, coll. Moulin noir no 11 (1960)

#### Roman signé Cesar Valentino
- 2e bureau contre X, Éditions Baudelaire, coll. Chat noir (1959) ; réédition, Éditions Baudelaire, coll. Services secrets no 37 (1962)

### Nouvelle
- Infarctus, Éditions des Orgevaux, 1977

## Sources
- Claude Mesplède, Dictionnaire des littératures policières, vol. 2 : J - Z, Nantes, Joseph K, coll. « Temps noir », 2007, 1086 p. (ISBN 978-2-910-68645-1, OCLC 315873361), p. 539-540.